# Nilsatjärnen, Lappland
Nilsatjärnen är en sjö i Jokkmokks kommun i Lappland och ingår i Luleälvens huvudavrinningsområde.